# 洗足駅
洗足駅（せんぞくえき）は、東京都目黒区洗足二丁目にある、東急電鉄目黒線の駅である。駅番号はMG05。東急目黒線では唯一、目黒区に所在する駅である。

## 歴史

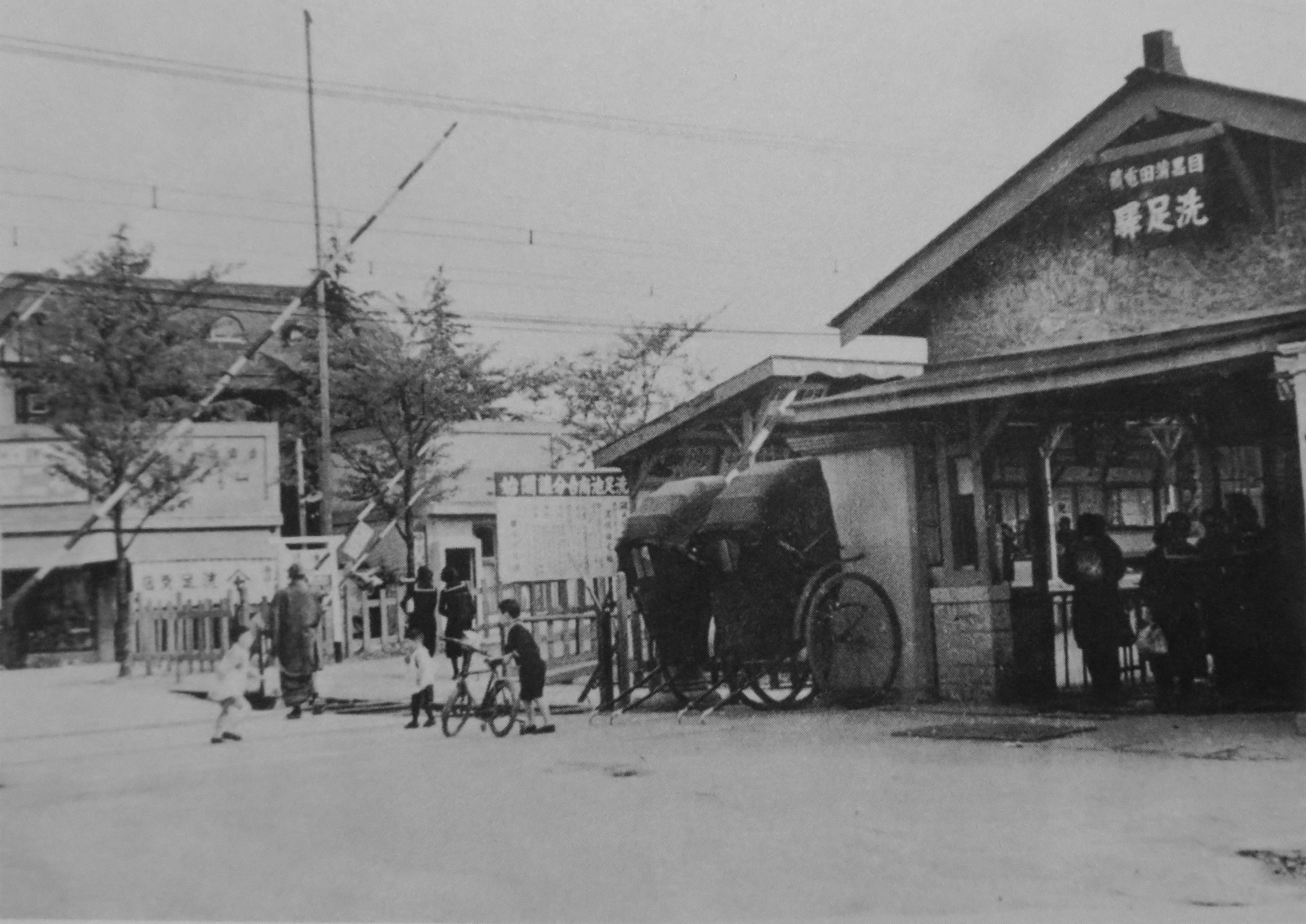
1936年頃の洗足駅（撮影：石川光陽）

- 1923年（大正12年）3月11日 - 開業[1]。
- 1964年（昭和39年）12月 - 環七通りとの立体交差のための地下化工事に着手[2]。
- 1967年（昭和42年）
  - 2月16日 - 上り線を地下化[3]。
  - 2月26日 - 下り線が地下化[3]。
  - 8月22日 - 地下化工事竣工[2][4]。
  - 工事区間の延長は999.792 m、事業費は11億6,400万円、4か所の踏切が廃止された[3]。
- 2000年（平成12年）8月6日 - 目蒲線が目黒線と東急多摩川線に分割され、当駅は目黒線の駅となる[5][6]。

### 駅名の由来
元々は「碑文谷駅」（東横線の現・学芸大学駅の旧名称でもあったが、同駅とは無関係）として計画されたものの、この地が開業前より田園都市株式会社が分譲した「洗足田園都市」という分譲地だったことが駅名になった直接の由来である。「洗足」は洗足池の伝説に因んだもの。
池上線の洗足池駅と駅名が似ているのは、開業当時は目黒線は目黒蒲田電鉄、池上線が池上電気鉄道で同業他社だった名残からである。

## 駅構造
深さ約7.0 mの相対式ホーム2面2線を有する地下駅。
駅舎にはドトールコーヒー、クリーニング店、東急ストアが入居している。

### のりば
| 番線 | 路線   | 方向 | 行先                                   |
| ---- | ------ | ---- | -------------------------------------- |
| 1    | 目黒線 | 下り | 大岡山・日吉・新横浜・二俣川方面       |
| 2    | 目黒線 | 上り | 目黒・赤羽岩淵・浦和美園・西高島平方面 |

## 利用状況
2023年度の1日平均乗降人員は13,969人である。
近年の1日平均乗降・乗車人員の推移は下記の通り。
| 年度               | 1日平均 乗降人員 | 1日平均 乗車人員 | 出典     |
| ------------------ | ---------------- | ---------------- | -------- |
| 1990年（平成02年） |                  | 7,255            | [ * 1 ]  |
| 1991年（平成03年） |                  | 8,164            | [ * 2 ]  |
| 1992年（平成04年） |                  | 8,038            | [ * 3 ]  |
| 1993年（平成05年） |                  | 8,227            | [ * 4 ]  |
| 1994年（平成06年） |                  | 7,647            | [ * 5 ]  |
| 1995年（平成07年） |                  | 7,437            | [ * 6 ]  |
| 1996年（平成08年） |                  | 7,332            | [ * 7 ]  |
| 1997年（平成09年） |                  | 7,449            | [ * 8 ]  |
| 1998年（平成10年） |                  | 7,142            | [ * 9 ]  |
| 1999年（平成11年） |                  | 6,954            | [ * 10 ] |
| 2000年（平成12年） |                  | 7,326            | [ * 11 ] |
| 2001年（平成13年） |                  | 7,811            | [ * 12 ] |
| 2002年（平成14年） | 15,355           | 7,888            | [ * 13 ] |
| 2003年（平成15年） | 15,389           | 7,888            | [ * 14 ] |
| 2004年（平成16年） | 15,337           | 7,877            | [ * 15 ] |
| 2005年（平成17年） | 15,135           | 7,771            | [ * 16 ] |
| 2006年（平成18年） | 15,007           | 7,710            | [ * 17 ] |
| 2007年（平成19年） | 14,891           | 7,642            | [ * 18 ] |
| 2008年（平成20年） | 14,653           | 7,488            | [ * 19 ] |
| 2009年（平成21年） | 14,287           | 7,266            | [ * 20 ] |
| 2010年（平成22年） | 14,085           | 7,145            | [ * 21 ] |
| 2011年（平成23年） | 14,165           | 7,189            | [ * 22 ] |
| 2012年（平成24年） | 14,311           | 7,263            | [ * 23 ] |
| 2013年（平成25年） | 14,481           | 7,321            | [ * 24 ] |
| 2014年（平成26年） | 14,499           | 7,312            | [ * 25 ] |
| 2015年（平成27年） | 14,630           | 7,380            | [ * 26 ] |
| 2016年（平成28年） | 14,863           | 7,485            | [ * 27 ] |
| 2017年（平成29年） | 14,903           | 7,501            | [ * 28 ] |
| 2018年（平成30年） | 15,146           | 7,605            | [ * 29 ] |
| 2019年（令和元年） | 14,898           | 7,475            | [ * 30 ] |
| 2020年（令和02年） | 10,905           |                  |          |
| 2021年（令和03年） | 12,238           |                  |          |
| 2022年（令和04年） | 13,239           |                  |          |
| 2023年（令和05年） | 13,969           |                  |          |

## 駅周辺
- 東急ストア洗足店
- 洗足田園都市
  - 洗足会館
  - 厳島神社
- 昭和大学洗足キャンパス
  - 昭和大学歯科病院[12]
- 環七通り
- 目黒区立洗足図書館
- 目黒区立原町小学校
- 目黒区立第九中学校
- 品川洗足郵便局
- 東急大井町線北千束駅（環七を越えて徒歩5分ほど）

### バス路線
ともに東急バスの路線が発着。
- 「洗足駅」（駅舎裏）
  - 渋71：清水・渋谷駅東口行
- 「洗足駅入口」（環七通り沿い）
  - 森91：（北行）駒留・新代田駅前行、（南行）大森駅・大森操車所行

## その他

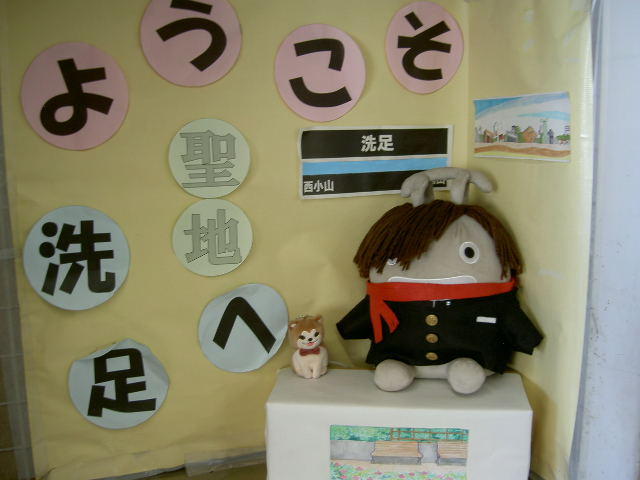
駅に飾られる『僕ヤバ』京太郎風のるるん

- 冒頭で述べた通り、当駅は東急目黒線の駅で唯一、目黒区に所在する[注釈 1]。「目黒線」を名乗っているが、同区を走行する区間はごく僅かである。当路線は比較的都内でも区境の入り組む地域を走行しており、駅周辺は品川区と大田区に挟まれている。なお、当駅を含む西小山駅 - 田園調布駅間は 1駅毎に所在区が変わる[注釈 2][注釈 3]。
- 駅名が類似する池上線洗足池駅は当駅から南南西の方向へ約1km離れた所にある。花見の時期には改札に注意書きが掲示される。
- 2006年7月2日に完成した不動前駅から当駅までの地下化に伴い洗足架道橋が解体され、その部分は車両の通行ができなくなった。代替施設として歩道橋（洗足弁天橋）やエレベーター、代替道路の設置などが行われた。
- 1993年に当時の皇太子徳仁親王と小和田雅子（現在の天皇と皇后）の結婚報道がされた時期、雅子の実家が当駅に近いことから、当駅の入場券が人気を博した時があった。また近隣の商店街は「プリンセス通り」と呼ばれた。
- 桜井のりおの漫画「僕の心のヤバいやつ」で洗足駅の改札口やホームなどが描写された場面が多くある。

## 隣の駅
東急電鉄
 目黒線
■急行
通過
■各駅停車
西小山駅 (MG04) - 洗足駅 (MG05) - 大岡山駅 (MG06)